# Municipio de Richland (condado de Delaware)
Richland Township es un municipio del condado de Delaware, Iowa, Estados Unidos. Según el censo de 2020, tiene una población de 548 habitantes.
Es una subdivisión exclusivamente geográfica, por cuanto el estado de Iowa no utiliza la herramienta de los townships como gobiernos municipales.

## Geografía
Está ubicado en las coordenadas 42°35′58″N 91°33′12″O / 42.59944, -91.55333. Según la Oficina del Censo de los Estados Unidos, tiene una superficie total de 94.95 km², de la cual 94.48 km² corresponden a tierra firme y 0,47 km² son agua.

## Demografía
Según el censo de 2020, hay 548 personas residiendo en la zona. La densidad de población es de 5.8 hab./km². El 97.4 % de los habitantes son blancos, el 1.1 % son amerindios, el 0.4 % son asiáticos, el 0.2 % es de otra raza y el 0.9 % son de una mezcla de razas. Del total de la población, el 1.1 % son hispanos o latinos de cualquier raza.